# Walther Eugenius Dührssen
Walther Eugenius Dührssen, auch Walther Eugenius Dührsen (* 28. August 1837 in Meldorf; † 19. Dezember 1914 in Mölln) war ein deutscher Amtsgerichtsrat und Heimatforscher.

## Leben und Wirken
Walther Eugenius Dührssen war ein Sohn des Meldorfer Chirurgen Heinrich Christian Dührssen und dessen Ehefrau Anna Maria Beata, geborene Piehl (1810–1868) aus Brunsbüttel. Er besuchte die Meldorfer Gelehrtenschule und das Christianeum. Danach studierte er Jura an der Universität Kiel und der Universität Heidelberg. Nach dem Examen 1860 an der Kieler Universität arbeitete er ab 1861 als Amtsauditor in Lauenburg. 1868 wechselte er zur Amtsverwaltung Ratzeburg. 1870 erhielt er eine Stelle als Amtsrichter in Mölln und 1879 als dortiger Amtsgerichtsrat.
Neben der beruflichen Tätigkeit forschte Dührssen zur Frühgeschichte seiner Heimatregion und der dortigen Familien. Er begann seine Forschungen während eines kurzen beruflichen Aufenthalts in Büsum, wo er sich mit Paul Johann Friedrich Boysens Entwurf einer Kirchspielchronik beschäftigte. Während seiner Tätigkeit in Ratzeburg empfahl ihm sein dortiger Kollege Carl Lorenz Sachau, die Heimatforschung wieder aufzunehmen. 
Dührssen rief einen Geschichtsverein ins Leben und übernahm von einem Vorgänger das „Vaterländische Archiv für das Herzogtum Lauenburg“. 1884 publizierte er erstmals die Zeitschrift „Archiv des Vereins für die Geschichte des Herzogtums Lauenburg“. Das Blatt erschien in der Folge regelmäßig und enthielt zahlreiche Beiträge zur Früh- und Vorgeschichte und Genealogie der Region. Dührssen warb mit großem Einsatz Freunde an, die große Geldbeträge spendeten. Damit erwarb er Antiquariat für die Bibliothek des Lauenburgischen Geschichtsvereins. Außerdem eröffnete und bestückte er ein kleines Museum.
Walther Eugenius Dührssen war seit dem 10. Mai 1867 verheiratet mit Ida Friederike Henriette von Christensen (1839–1910), deren Vater Ernst Johann Friedrich von Christensen als Major, Deichgraf und Baudirektor bekannt war. Das Ehepaar bekam eine Tochter und zwei Söhne. Die Tochter Anna Elise Maria (1868–1847) heiratete den Generalleutnant Eduard Stolzenburg. Während ein Sohn früh verstarb, wurde der Sohn Alfred Walther Schriftsteller und Feuilletonist.